# Marcel Roth
Marcel Roth es un deportista suizo que compitió en piragüismo en la modalidad de eslalon. Ganó tres medallas de bronce en el Campeonato Mundial de Piragüismo en Eslalon entre los años 1959 y 1963.

## Palmarés internacional
| Campeonato Mundial | Campeonato Mundial | Campeonato Mundial | Campeonato Mundial |
| Año                | Lugar              | Medalla            | Competición        |
| ------------------ | ------------------ | ------------------ | ------------------ |
| 1959               | Ginebra (Suiza)    | Medalla de bronce  | C1 por equipos     |
| 1961               | Hainsberg (RDA)    | Medalla de bronce  | C1 por equipos     |
| 1963               | Spittal (Austria)  | Medalla de bronce  | C1 por equipos     |